# Mecicobothrium thorelli
Mecicobothrium thorelli is een spinnensoort uit de familie Mecicobothriidae. De soort komt voor in Argentinië en Uruguay.